# Jad Orphée Chami
Pour les articles homonymes, voir Chami.
Jad Orphée Chami est un artiste-chercheur, un compositeur de musique de film et un interprète né au Liban en 1998. Il a été nommé à l'âge de 21 ans au prix iris de la meilleure musique originale.

## Biographie
Jad Orphée Chami est né à Beyrouth en 1998 de parents artistes et activistes. Durant son enfance, il étudie au Conservatoire national du Liban.
Il part vivre à Montréal en 2015, pour ensuite poursuivre un BFA en musique à l'Université Concordia. Durant ses études, il compose des musiques pour plusieurs plusieurs courts-métrages, ainsi que des pièces de danse et de théâtre.
À 19 ans, il rencontre la réalisatrice Sophie Deraspe pendant un casting et lui propose de composer la musique pour son prochain long-métrage Antigone (2019), ce qu'elle accepte. Il compose la musique du long-métrage durant sa dernière année d'études à l'Université Concordia.
En 2019, il part vivre à Paris pour poursuivre ses études à l'École des hautes études en sciences sociales et obtient son Master de l'École Universitaire de Recherche ArTeC en 2022.

## Filmographie
Long métrage
- 2019 : Antigone de Sophie Deraspe

Court métrage
- 2022 : L'impasse des deux anges de Clara Lazare[6]
- 2022 : Bedroom People de Vivien Forsans[7]
- 2022 : Cinq octobre de Lili Labelle[8]
- 2021 : 5:1 de Sara Ben-Saud[9]

- 2019 : Coping de Vivien Forsans[10]

## Discographie
- 2019 : Antigone (bande originale du film)

## Distinctions
Nominations
- 2020 : Prix Iris de la meilleure musique originale avec Jean Massicotte pour Antigone